# William M. Tuck

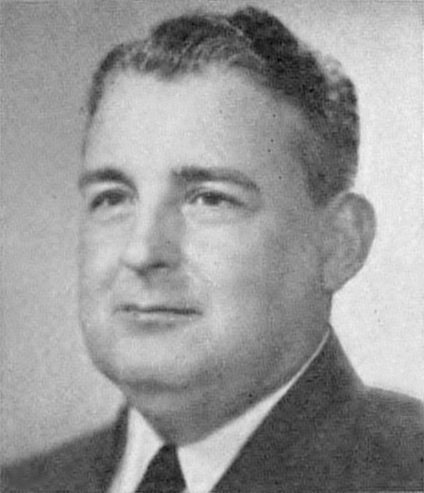
William M. Tuck, 1965

William Munford Tuck (* 28. September 1896 nahe High Hill, Halifax County, Virginia; † 9. Juni 1983) war ein US-amerikanischer Politiker (Demokratische Partei). Er war zwischen 1946 und 1950 der Gouverneur von Virginia.

## Werdegang
Tuck graduierte am College of William & Mary. Nach seiner Zulassung als Anwalt übte er seine Tätigkeit in Halifax aus. Des Weiteren wählte man ihn in Virginias Generalversammlung und zum Vizegouverneur von Virginia. Als Gouverneur reorganisierte er die Regierung, führte ein Recht-auf-Arbeit-Gesetz (right-to-work law) ein und schuf eine staatliche Gewässerkontrollbehörde.
Tuck war von 1953 bis 1969 Abgeordneter im Repräsentantenhaus der Vereinigten Staaten, wo er die wesentlichsten Punkte der Bürgerrechtsgesetzgebung während der 1950er und 1960er ablehnte. Er versprach auch „starken Widerstand“ gegen das Urteil des Obersten Gerichts von 1954 bezüglich der Rassenintegration an den öffentlichen Einrichtungen (Brown v. Board of Education).
Mitte der 1980er Jahre gedachte das Abgeordnetenhaus von Virginia eines anderen Vorsatzes „Reue und Bedauern“ bis zum Tod von Tuck. Der Beschluss wurde durch den Delegierten George Allen co-finanziert.